# Bauto
Bauto ou Baudo, de son nom romain Flavius Bauto[réf. nécessaire], mort en 388, est un général romain d'origine franque, maître de la milice et consul en 385,.

## Contexte historique
Bauto vit à l'époque du Bas-Empire romain, caractérisé par les réformes de Dioclétien en 285 :
- division de l'empire entre Empire d'Orient (Constantinople) et Empire d'Occident (Milan et Trèves) ;
- avec normalement deux empereurs dans chaque partie (tétrarchie) : un Auguste et un César.

La tétrarchie créée par Dioclétien disparait de fait en 313 après la bataille du pont Milvius, et complètement en 324 quand Constantin 1er élimine Licinius. En 395 Théodose 1er divise définitivement l'empire entre ses deux fils.
Cette organisation a pour but de mieux lutter contre les troubles intérieurs (bagaudes, par exemple) et extérieurs (menace des « barbares »). De ce point de vue, un événement majeur de l'histoire de l'empire, contemporain de Bauto, est en 378 la bataille d’Andrinople lors de laquelle le César Valens est vaincu par une armée de Wisigoths entrés récemment dans l'Empire pour se protéger contre l'avancée des Huns. C'est le début d'un périple qui va les mener à Rome en 410, puis à Toulouse en 418.
Parallèlement, l'armée romaine se germanise : les soldats d'origine germaniques sont de plus en plus nombreux, notamment sous les statuts de lètes ou de fédérés. Les officiers d'origine germaniques, parfois devenus citoyens romains (attesté par leur nom de gens, souvent Flavius), jouent un rôle très important dans le haut commandement de l'armée, certains même à la cour impériale.

## Biographie

### Liens familiaux
Selon la Chronique de Jean d'Antioche (VIIe siècle), il est le père d'Arbogast, neveu de Richomer,.
Partant du texte de Jean d'Antioche, Christian Settipani pense que Bauto a épousé une sœur de Richomer.
Jean-Pierre Poly, se fondant sur l'onomastique germanique pense que Baudo est un proche parent, peut-être un frère, du prince chamave Nebigast, capturé par Charietto en 358 et que son nom est le diminutif de Baudogast.
Au total, Bauto semble issu d'une famille de l'aristocratie franque installée dans l'Empire romain, généralement dotée de la citoyenneté romaine.

### Carrière
Selon Karl Ferdinand Werner, son origine élevée lui permet de commencer sa carrière par des postes d'officier dans l'armée romaine, atteignant ensuite de hautes fonctions.
Bauto est magister militum (« maître des milices », commandant en chef) sous le règne de Gratien, empereur d'Occident de 363 à 383.
En 380, deux ans après la bataille d’Andrinople, Gratien l'envoie avec Arbogast en Orient afin d'aider l'empereur d'Orient Théodose Ier et Richomer à lutter contre les Wisigoths. Leurs succès suscitent chez Théodose de l'estime pour ces officiers francs.
En 383, Bauto est nommé magister peditum praesentalis (« maître de l'infanterie en présence (de l'empereur) », troupes à la disposition directe de l'empereur)..
Après la mort de Gratien en 383, les empereurs restants sont son frère Valentinien II et Théodose Ier à Constantinople, tandis qu'à Trèves, apparait l'usurpateur Magnus Maximus. Théodose nomme  son fils Flavius Arcadius empereur, ainsi que consul en 385 avec Bauto comme collègue. En 387, Magnus Maximus s'empare de l'Italie et en chasse Valentinien II qui se réfugie à Constantinople. Arbogast rejoint Maximus, mais ne sait pas à quel camp se rallie Bauto.
Bauto meurt en 388.

### Descendance
En plus d'Arbogast, il laisse une fille, Eudoxie, qui devient l'épouse de l'empereur Flavius Arcadius en avril 395,.

## Généalogie
|                               |                               |                               |                               | N roi des Chamaves            | N roi des Chamaves            | N roi des Chamaves | N roi des Chamaves | N roi des Chamaves         | N roi des Chamaves         |                            |                            |                            |                            |  |  |                          |                          |                          |                          | Teutomer général franc   | Teutomer général franc   | Teutomer général franc | Teutomer général franc | Teutomer général franc        | Teutomer général franc        |                               |                               |                               |                               |  |  |  |  |  |  |  |  |  |  |  |  |  |  |  |  |  |  |  |  |  |  |  |  |  |  |  |  |  |  |
|                               |                               |                               |                               | N roi des Chamaves            | N roi des Chamaves            | N roi des Chamaves | N roi des Chamaves | N roi des Chamaves         | N roi des Chamaves         |                            |                            |                            |                            |  |  |                          |                          |                          |                          | Teutomer général franc   | Teutomer général franc   | Teutomer général franc | Teutomer général franc | Teutomer général franc        | Teutomer général franc        |                               |                               |                               |                               |  |  |  |  |  |  |  |  |  |  |  |  |  |  |  |  |  |  |  |  |  |  |  |  |  |  |  |  |  |  |
|                               |                               |                               |                               |                               |                               |                    |                    |                            |                            |                            |                            |                            |                            |  |  |                          |                          |                          |                          |                          |                          |                        |                        |                               |                               |                               |                               |                               |                               |  |  |  |  |  |  |  |  |  |  |  |  |  |  |  |  |  |  |  |  |  |  |  |  |  |  |  |  |  |  |
| Nebigast prince chamave (358) | Nebigast prince chamave (358) | Nebigast prince chamave (358) | Nebigast prince chamave (358) | Nebigast prince chamave (358) | Nebigast prince chamave (358) |                    |                    | Bauto consul (385) († 388) | Bauto consul (385) († 388) | Bauto consul (385) († 388) | Bauto consul (385) († 388) | Bauto consul (385) († 388) | Bauto consul (385) († 388) |  |  | Ne                       | Ne                       | Ne                       | Ne                       | Ne                       | Ne                       |                        |                        | Richomer consul (384) († 393) | Richomer consul (384) († 393) | Richomer consul (384) († 393) | Richomer consul (384) († 393) | Richomer consul (384) († 393) | Richomer consul (384) († 393) |  |  |  |  |  |  |  |  |  |  |  |  |  |  |  |  |  |  |  |  |  |  |  |  |  |  |  |  |  |  |
| Nebigast prince chamave (358) | Nebigast prince chamave (358) | Nebigast prince chamave (358) | Nebigast prince chamave (358) | Nebigast prince chamave (358) | Nebigast prince chamave (358) |                    |                    | Bauto consul (385) († 388) | Bauto consul (385) († 388) | Bauto consul (385) († 388) | Bauto consul (385) († 388) | Bauto consul (385) († 388) | Bauto consul (385) († 388) |  |  | Ne                       | Ne                       | Ne                       | Ne                       | Ne                       | Ne                       |                        |                        | Richomer consul (384) († 393) | Richomer consul (384) († 393) | Richomer consul (384) († 393) | Richomer consul (384) († 393) | Richomer consul (384) († 393) | Richomer consul (384) († 393) |  |  |  |  |  |  |  |  |  |  |  |  |  |  |  |  |  |  |  |  |  |  |  |  |  |  |  |  |  |  |
|                               |                               |                               |                               |                               |                               |                    |                    |                            |                            |                            |                            |                            |                            |  |  |                          |                          |                          |                          |                          |                          |                        |                        |                               |                               |                               |                               |                               |                               |  |  |  |  |  |  |  |  |  |  |  |  |  |  |  |  |  |  |  |  |  |  |  |  |  |  |  |  |  |  |
| Arcadius empereur (395-408)   | Arcadius empereur (395-408)   | Arcadius empereur (395-408)   | Arcadius empereur (395-408)   | Arcadius empereur (395-408)   | Arcadius empereur (395-408)   |                    |                    | Eudoxie Aellia († 404)     | Eudoxie Aellia († 404)     | Eudoxie Aellia († 404)     | Eudoxie Aellia († 404)     | Eudoxie Aellia († 404)     | Eudoxie Aellia († 404)     |  |  | Arbogast général († 394) | Arbogast général († 394) | Arbogast général († 394) | Arbogast général († 394) | Arbogast général († 394) | Arbogast général († 394) |                        |                        |                               |                               |                               |                               |                               |                               |  |  |  |  |  |  |  |  |  |  |  |  |  |  |  |  |  |  |  |  |  |  |  |  |  |  |  |  |  |  |
| Arcadius empereur (395-408)   | Arcadius empereur (395-408)   | Arcadius empereur (395-408)   | Arcadius empereur (395-408)   | Arcadius empereur (395-408)   | Arcadius empereur (395-408)   |                    |                    | Eudoxie Aellia († 404)     | Eudoxie Aellia († 404)     | Eudoxie Aellia († 404)     | Eudoxie Aellia († 404)     | Eudoxie Aellia († 404)     | Eudoxie Aellia († 404)     |  |  | Arbogast général († 394) | Arbogast général († 394) | Arbogast général († 394) | Arbogast général († 394) | Arbogast général († 394) | Arbogast général († 394) |                        |                        |                               |                               |                               |                               |                               |                               |  |  |  |  |  |  |  |  |  |  |  |  |  |  |  |  |  |  |  |  |  |  |  |  |  |  |  |  |  |  |

### Sources primaires
- Zozime, Histoire nouvelle, livre 4.
- Jean d'Antioche, Chronique universelle, VIIe siècle.